# Jean-Paul Grandjean de Fouchy
Jean-Paul Grandjean de Fouchy, né le 10 mars 1707 à Paris où il est mort le 15 avril 1788, est un astronome et auditeur à la Chambre des comptes. On se souvient de lui aujourd'hui principalement parce qu'il a été secrétaire perpétuel de l’Académie royale des sciences de France pendant 32 ans.

## Biographie

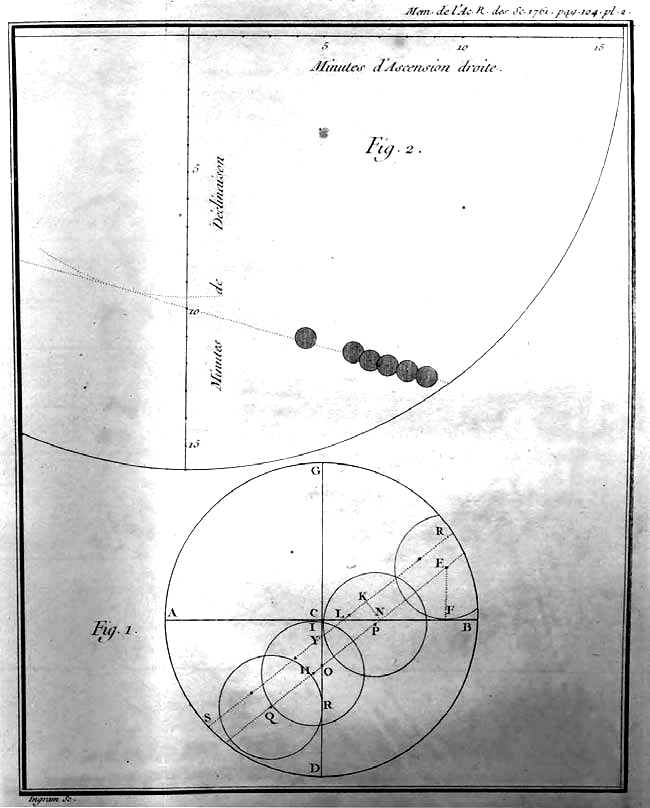
Transit de Vénus de 1761, par Grandjean de Fouchy

Jean-Paul Grandjean de Fouchy est le fils de Philippe Grandjean de Fouchy (1665-1714), connu pour avoir inventé une police de caractères appelée « romain(s) du roi » ou « Grandjean ».
Après avoir commencé à travailler chez un imprimeur, Jean-Paul Grandjean de Fouchy devient auditeur à la Chambre des comptes, puis secrétaire du duc d’Orléans. Il étudie les sciences et l’astronomie, avec Joseph-Nicolas Delisle du Collège de France.
En 1727, il entre à la Société des Arts à Paris. Entre autres travaux d'astronomie, il présente un mémoire[réf. nécessaire] important sur la méridienne du temps moyen (voir analemme). Il s'est surtout fait connaître en gnomonique.
Le 31 août 1743, il est élu secrétaire perpétuel de l’Académie royale des sciences en remplacement de Dortous de Mairan. Il entre en fonction le 8 janvier 1744 et remplit cette fonction jusqu'au 24 juillet 1776, jour où, démissionnaire, il est nommé pensionnaire vétéran et secrétaire perpétuel honoraire.
Il prononce 64 « éloges » d'académiciens ; en effet la coutume est, après la mort d'un membre de l'Académie, de lire un texte, appelé éloge, où sa vie est racontée. Grandjean de Fouchy marque ainsi la disparition, notamment, de James Bradley, de Clairaut, de Nollet, de Réaumur, de Giovanni Poleni et de son ami Lacaille ; c'est lui qui prononce l'éloge de Fontenelle, dont le nom reste associé à ce genre littéraire.
Fouchy parle peu de politique ; toutefois Charles B. Paul signale deux exceptions. L'une est la promesse non tenue faite à Guillaume-François Rouelle ; l'autre concerne Théodore Baron à qui on avait demandé d'abandonner la médecine, pour ensuite couper son poste pour des raisons d'économie.
Il meurt le 15 avril 1788. Il était membre de la Royal Society depuis le 18 décembre 1740. Son éloge est prononcé par Condorcet dans la séance publique du 14 novembre 1789.

## Œuvres (liste partielle)

### Publications
- [PDF] « De atmosphaera lunari, dissertatio astronomica », dans Phil. Trans., 1739, vol. 41, 452-461 p. 261-272 DOI 10.1098/rstl.1739.0039
- « Observation du passage de Vénus sur le Soleil », Mémoire de l’Académie Royale des Sciences 63, 1761 (publié en 1763)
- (avec de Bory et Bailly) « Observation du passage de Vénus sur le Soleil le 3 juin 1769 et de l'éclipse du Soleil du 4 juin de la même année », dans Histoire de l'Académie Royale des Sciences : année MDCCLXIV avec les mémoires…, 1772
- Éloges en hommage aux membres décédés de l'académie des sciences prononcés par Jean-Paul Grandjean de Fouchy, de 1744 à 1777

### Listes d'œuvres
- François Rozier, « Fouchy (M. de). Ses mémoires déposés dans les volumes de l'Académie », dans Nouvelle table des articles contenus dans les volumes de l'Académie royale…, 1776, p. 125